# Ohene Karikari
Ohene Karikari (ur. 1 grudnia 1954) – ghański lekkoatleta, sprinter, trzykrotny mistrz igrzysk afrykańskich, trzykrotny medalista igrzysk Brytyjskiej Wspólnoty Narodów, olimpijczyk.

## Kariera sportowa
Odpadł w półfinale sztafety 4 × 100 metrów na igrzyskach olimpijskich w 1972 w Monachium.
Zdobył złote medale w biegu na 100 metrów i biegu na 200 metrów na igrzyskach afrykańskich w 1973 w Lagos. Na igrzyskach Brytyjskiej Wspólnoty Narodów w 1974 w Christchurch zdobył brązowy medal w biegu na 100 metrów (przegrywając tylko z Donem Quarrie z Jamajki i Johnem Mwebim z Kenii) oraz srebrny medal w sztafecie 4 × 100 metrów (w składzie: Albert Lomotey, Karikari, Kofi Okyir i George Daniels).
Na igrzyskach afrykańskich w 1978 w Algierze zdobył brązowy medal w biegu na 100 metrów i złoty medal w sztafecie 4 × 100 metrów. Zajął 5. miejsce w sztafecie 4 × 100 metrów i odpadł w półfinale biegu na 100 metrów na igrzyskach Wspólnoty Narodów w 1978 w Edmonton.

## Rekordy życiowe
Rekordy życiowe Karikari:
- bieg na 100 metrów – 10,39 s (2 sierpnia 1979, Dakar)
- bieg na 200 metrów – 21,13 s (14 stycznia 1973, Lagos)